# Bisbat d'Urgell
El bisbat d'Urgell (en llatí: Dioecesis Urgellensis) és una demarcació eclesiàstica de Catalunya i Andorra sufragània de l'església Metropolitana de Tarragona. El seu origen és, com a mínim, del segle v amb capital a la Seu d'Urgell i el nom del Bisbat està relacionat amb el territori històric de l'Urgellet on es troba la capital, i a l'antic nom de la Seu que era Urgell o Ciutat d'Urgell. Alhora la capital deu el seu nom al bisbat d'Urgell, ja que en llatí vicus Sedes Urgelli significa barri de la seu d'Urgell o capital del bisbat d'Urgell.
El bisbat té 7.630 km² i una població de 212.537 habitants repartits en 363 parròquies i dos estats. És el bisbat més gran dels 10 que té Catalunya i ocupa, totalment o parcial, les comarques del Ripollès, la Cerdanya, l'Alt Urgell, la Segarra, l'Urgell, el Pla d'Urgell, la Noguera, el Pallars Jussà, el Pallars Sobirà, l'Alta Ribagorça, Andorra i la Vall d'Aran.
El temple principal de la diòcesi és la Catedral de Santa Maria d'Urgell de la Seu d'Urgell. Els santuaris de més renom al bisbat són el del Sant Crist de Balaguer, el de la Mare de Déu de Núria i, al Principat d'Andorra, el de la Mare de Déu de Meritxell. Han rebut la coronació canònica les Marededéus de Meritxell, a Andorra (1921), Valldeflors de Tremp (1922), Miracle de Balaguer (1955), Núria (1967) i Canòlich de Sant Julià de Lòria (1999). La Mare de Déu de Núria, conjuntament amb Sant Ermengol, és patrona principal del bisbat (1956), mentre que Sant Ot d'Urgell ho és de la ciutat d'Urgell (1133).
Entre els fets més importants, podem esmentar la revolta adopcionista del bisbe Fèlix (o Feliu), la intrusió del bisbe Esclua, i l'exercici del bisbat per membres de les cases comtals (Salla i Ermengol del Conflent, Eribau i Folc dels Cardona, Guillem Guifré de Cerdanya, i Ot de Pallars, entre el 981 i el 1122. També és important el pariatge que va portar a Andorra a ser un coprincipat i poder mantenir-se així com a únic estat català independent, essent els bisbes d'Urgell coprínceps d'Andorra, junt, actualment, amb el president de la República Francesa com a successor dels drets de la casa comtal de Foix.
A la Cerdanya fins al 1802 la frontera eclesiàstica tampoc es corresponia amb la frontera administrativa establerta del tractat dels Pirineus del 1659: del bisbat d'Urgell en depenien tots els pobles de la Cerdanya. Per contra, fins a l'any 1802 no en formava part la Vall d'Aran, inclosa en l'extint bisbat de Sant Bertran de Comenge que avui dia està integrat en el de Tolosa.

## Síntesi històrica del Bisbat d'Urgell

### Descripció del territori

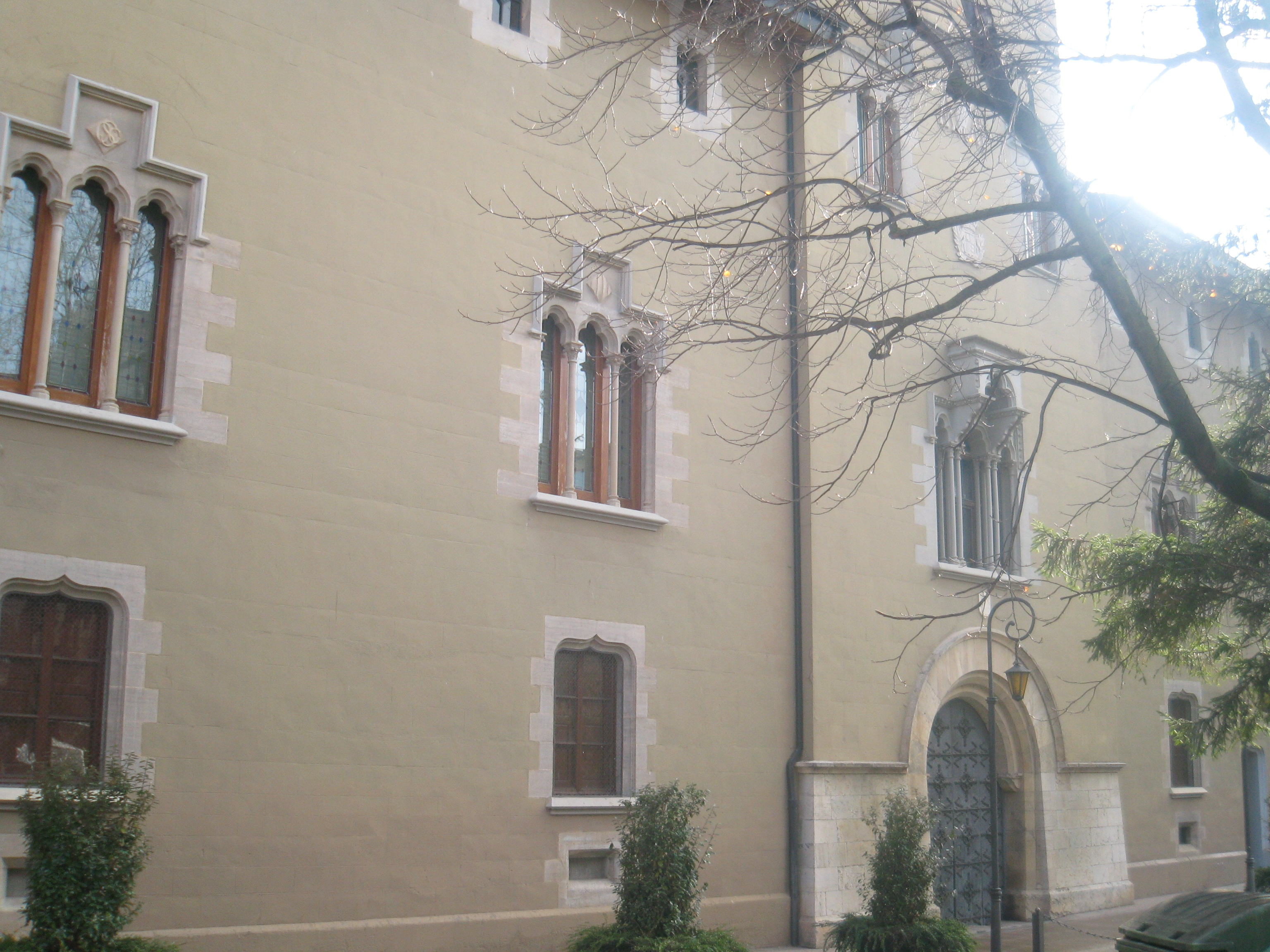
Palau Episcopal d'Urgell

Limita amb els bisbats de Vic, Solsona, Lleida, Barbastre-Montsó, Tolosa, Pàmies i Perpinyà. Ha estat fonamentalment vinculat, des dels temps més llunyans, a les comarques que durant l'edat mitjana constituïren els comtats d'Urgell, Pallars i Cerdanya, amb els quals s'identifica i forma una unitat històrica i geogràfica mantinguda fins als nostres dies. Ocupa, totalment o parcial, el Ripollès, la Cerdanya, l'Alt Urgell, la Segarra, l'Urgell, el Pla d'Urgell, la Noguera, el Pallars Jussà, el Pallars Sobirà, l'Alta Ribagorça i Andorra. També inclou la Vall d'Aran.
La jurisdicció del bisbat s'estén a 408 parròquies, bé que algunes tenen avui una població molt reduïda. Gairebé totes arrenquen d'èpoques llunyanes, com ho denoten els mateixos sants titulars de les seves esglésies, car els més repetits són Santa Maria (en 90 esglésies parroquials, a més a més de la catedral), Sant Pere (35), Sant Martí (29), Sant Serni (24), Sant Esteve (23), Sant Miquel (19), Sant Andreu (17), Sant Julià (12), Santa Eulàlia (11), Sant Vicenç i Sant Fèlix (10)... Moltes esglésies del bisbat -parroquials o no-, conserven, totalment o parcial, elements d'un gran interès arquitectònic, i són trenta-sis les que tenen la consideració de Béns Culturals d'Interès Nacional.
El bisbat ha estat, entre els altres de Catalunya, el que, per motius predominantment polítics, ha experimentat més canvis fronterers al llarg de la seva existència: La pèrdua de la Ribagorça (segle ix), en benefici de la seu de Roda, i la cessió de 144 parròquies del Berguedà, el Solsonès i una part de la Segarra, en benefici de la nova diòcesi de Solsona (1593-1623); més tard, s'hagué d'adequar el territori als límits entre Estats, i així, l'any 1803, les vint-i-quatre parròquies de l'alta Cerdanya, que des del tractat dels Pirineus (1659) havien estat cedides a França, passaren també eclesiàsticament a aquest darrer país; i en 1804, les vint-i-vuit de la Vall d'Aran, circumscripció unida plenament a les terres catalano-aragoneses almenys des del segle xii, s'annexionaren al bisbat d'Urgell, provinents de l'extingida diòcesi gascona de Sant Bertran de Comenge. En 1874 també s'annexaren a la diòcesi la seixantena de pobles que integraven les jurisdiccions fins llavors exemptes de Gerri, Mur, Montodó-Bonrepòs, orde de Sant Joan de Jerusalem i Meià. Finalment, l'any 1956, el bisbat guanyava les setze parròquies de l'enclavament d'Artesa de Segre i deixava, per a Lleida i Barbastre, les dinou de la Franja de Ponent, agrupades en tres enclavaments.

### Origen
El bisbat, sense excloure la possibilitat d'un origen més remot, era ja constituït al començament del segle vi. El primer bisbe conegut, Sant Just, figura entre els participants al concili de Toledo (531) i als de Lleida i València (546). Els seus successors també prengueren part regularment en els concilis de Toledo celebrats al llarg del segle vii. La successió episcopal, malgrat la incertesa de noms i de cronologia, no fou interrompuda, segons sembla, per la invasió sarraïna del 714.
El monaquisme degué ésser introduït al bisbat durant l'època visigòtica. Els monestirs de Tavèrnoles, Gerri, Codinet, Tresponts… són probablement anteriors a la invasió sarraïna. Aquestes fundacions i les posteriors -la Vedella, Elins, Sant Llorenç prop Bagà, Serrateix, la Portella, les Maleses, Villanega, Obeix, Bellera, el Burgal, Lavaix, Alaó, Escales, Ovarra, Taverna, Gualter, etc.-, a partir del segle ix, i seguint l'exemple de la majoria dels cenobis aleshores existents a la Marca de Gòtia, sovint varen adoptar l'observança benedictina refundada per Benet d'Aniana, la qual va imposar-se com a norma única de vida monàstica al segle següent.
Aquests monestirs, al costat de l'organització parroquial i de les canòniques (la Seu d'Urgell, Solsona, Cardona, Organyà, Ponts, Àger, Mur, Tremp), tindrien una gran influència en la cristianització del país i en el seu desenvolupament humà, cultural i econòmic. Les canòniques derivaren en col·legiates arran de la seva secularització (1592) i, a causa de llur decadència, el concordat de 1851 les abolí, juntament amb les altres preexistents (Castellbò, Guissona, Balaguer…). Mur i Àger foren sens dubte les col·legiates canonicals, exemptes de jurisdicció episcopal, més famoses de tot Catalunya.

### Alta edat mitjana
El domini carolingi va començar el 788 per l'ofensiva de Guillem de Tolosa, i de seguida va entrar en conflicte amb el bisbe Fèlix d'Urgell o Feliu (781-799), que va ser acusat d'adopcionisme pels teòlegs carolingis i,per aquest motiu, deposat i confinat a Lió, mentre que la ciutat d'Urgell i la seva església foren completament destruïdes pels àrabs, entorn de l'any 793. El bisbat, talment els altres recentment restaurats d'Ausa i Girona, va passar a dependre del bisbe de Narbona i a formar part de la província eclesiàstica de Narbona fins a produir-se el restabliment de la seu metropolitana de Tarragona (1091). Els reis francs Carlemany, Luís i Carles el Calb, mitjançant la creació de la demarcació administrativa del Comtat d'Urgell i el nomenament de comtes, intervingueren eficaçment en la reconstitució del país, alliberant-lo del domini àrab, impulsant-ne la repoblació i posant els fonaments del seu govern. Promogueren, ben assistits pels primers comtes d'Urgell, l'obra d'una nova catedral, consagrada el 839, a la qual s'assignaren progressivament 289 pobles o llocs, tota l'àrea nord-occidental del Pirineu.
Església urgellenca, regida durant més de dos segles (914-1122) per membres de les famílies comtals, entrà de ple en el joc del sistema feudal, que li permeté de formar-se un extens patrimoni senyorial, el qual, entre altres poblacions i territoris, incloïa la ciutat d'Urgell, les Valls d'Andorra, la Vall de la Llosa, la Vall d'Arques i la Ribera Salada, les viles de Sanaüja, Guissona i, des de 1257, la de Tremp. Això, però, l'obligà a una certa dependència del poder superior dels comtes. Tanmateix, la reforma gregoriana, introduïda al comtat d'Urgell durant els darrers anys del segle xi, precedida del canvi de la litúrgia visigòtica per la romana, reduïa aquelles intervencions dels laics en els afers eclesiàstics i aconseguia la plena llibertat de l'Església en els dominis espiritual i temporal. Altrament, el manteniment d'aquelles possessions originà una tibantor constant i unes incessants lluites, al llarg de tota l'edat mitjana, amb els vescomtes de Castellbò i els seus hereus, els comtes de Foix.
Entretant, dos grans bisbes, que abans de gaire d'haver mort mereixerien l'honor dels altars, varen regir la seu urgellenca: Ermengol (1010-1035), veritable Pater Patriae atque Patronus, que sabé conduí el seu poble al grau més alt de civilització i de progrés d'aquell temps, i Ot (1095-1122), provident animador de l'obra de l'actual catedral, que venia a ésser una mena de vot general d'acció de gràcies per l'alliberament total de la diòcesi del jou musulmà, puix que, amb la conquesta de Balaguer l'any 1106, pràcticament s'havien arrodonit les seves antiquíssimes fronteres.
La Canònica o vida en comú dels servidors de la catedral existia ja al segle ix, però fou l'any 1010 quan fou restaurada i redotada convenientment. Aquesta comunitat, durant la baixa edat mitjana, tenia entre altres atribucions la d'elegir el bisbe. A finals del segle xiii, la Canònica fou rellevada pel Capítol que, en l'àmbit civil, exerciria un ferm senyoriu territorial que li donava dret a tenir representació a les Corts catalanes. Això explica que Pau Claris i altres quatre canonges de la Seu d'Urgell haguessin assolit la presidència de la Generalitat de Catalunya. Ultra això, val a dir que, sota l'estímul i la direcció del Capítol, varen néixer i créixer una gran diversitat d'institucions educatives, benèfiques i pietoses; igualment que, fins al concordat de 1851, aquesta corporació, per mitjà del canonge curat, atengué el servei pastoral de la població.

### Baixa edat mitjana
Les parròquies, cap al final del segle ix, apareixen encara agrupades per valls i contrades (pagus), sense precisió dels lligams que les unien. Sobre aquesta distribució, però, es constituïren els ardiaconats, transformats en deganats a la segona meitat del segle xiii (Urgellet, Cerdanya, Berguedà, Vall de Lord, Urgell, Tremp i Montenartró) i, després, en oficialats (Major, Cerdanya, Berga, Solsona, Cardona, Oliana, Ponts, Sanaüja, Guissona, Agramunt, Balaguer, Tremp, Sort, Tírvia i Cardós). Aquesta ordenació territorial, mudada en arxiprestats en l'època moderna, és merament convencional i ha experimentat diversos canvis en el decurs del temps. Actualment, són 16 els arxiprestats, acoblats en cinc zones pastorals.
Els Sínodes, instituïts al segle xiii i celebrats al bisbat, com arreu, amb periodicitat diversa, han estat uns trenta, el darrer dels quals correspon a l'any 1828. En l'època moderna, sobretot des del concili II del Vaticà, arreu s'ha tendit a substituir-los per nous organismes, de govern i de pastoral, més àgils, com són els consells (episcopal, presbiteral, pastoral i assumptes econòmics), les delegacions diocesanes i les comissions, i també les assemblees.
La crisi albigesa, (segles xii i xiii) afectà notablement la zona més septentrional del bisbat, atès que els centres principals del catarisme s'ubicaven en territoris fronterers, al migdia de França (Tolosa, Foix, Carcassona…). La seva activitat resultà especialment violenta a la Cerdanya, on foren espoliades i destruïdes moltes esglésies, i a la Seu d'Urgell, amb el saqueig de la ciutat i de la catedral (1195). Tot això, malgrat el zel desplegat pels frares dominicans, introduïts a la Seu (1266) i a Puigcerdà (1291), i que portà al martiri els beats Pere de Cadireta, Bernat de Travesseres i Ponç de Planès. En 1278 es firma entre Pere d'Urtx, bisbe d'Urgell, i Roger Bernat III, comte de Foix, el primer pareatge, acta de fundació del Principat d'Andorra. Aquest pareatge és encara en vigor al segle xxi, considerant que els drets del comte de Foix van passar successivament al comte de Foix-Bearn, al rei de Baixa-Navarra, al rei de França des de Enric IV, i en definitiva al president de la República francesa.
Durant els segles xiv i xv els bisbes foren nomenats directament per la Santa Seu, bé que alguns d'ells pràcticament no residiren a la diòcesi. A la fi del segle xiii les rendes del bisbat eren valorades en uns 200.000 sous barcelonesos i, a mitjan segle xv, en 4.000 ducats, el 60% dels quals corresponia als centres comunitaris (monestirs de monjos, canòniques, ordes mendicants i cases dels ordes militars). Al segle xvii, la renda ascendia a 8.000 escuts i la taxa que s'havia de satisfer a la col·lectoria apostòlica era de 2.000 florins.

### Edat moderna
La reforma tridentina trobà en el bisbe Capella (1588-1609), secundat per Josep de Calassanç, un decidit promotor, que maldà també per impedir la penetració dels hugonots, erigí el Seminari conciliar (1592) -cronològicament, el tercer entre els de Catalunya, darrere dels de Tarragona i Girona-, i fundà a la Seu el col·legi de Sant Andreu (1601-1767), que confià a la Companyia de Jesús.

### Edat contemporània
A partir d'aquesta època (segle xvii) augmentaren els nomenaments de bisbes de presentació reial, procedents d'altres regions de l'estat espanyol -la totalitat en el període comprès entre els anys 1695-1827-, amb la consegüent castellanització dels documents emanats de l'autoritat episcopal i dels administratius en general. Això, però, no afectà a la predicació de caràcter popular, a l'ensenyament de la doctrina cristiana i a l'administració dels sagraments: Entre les classes populars i a les comarques de pagès -majoritàries al bisbat-, la fidelitat a la pròpia llengua subsistí plenament, i no pas obeint a una actitud reivindicativa sinó, més aviat, al manteniment d'un hàbit tradicional.

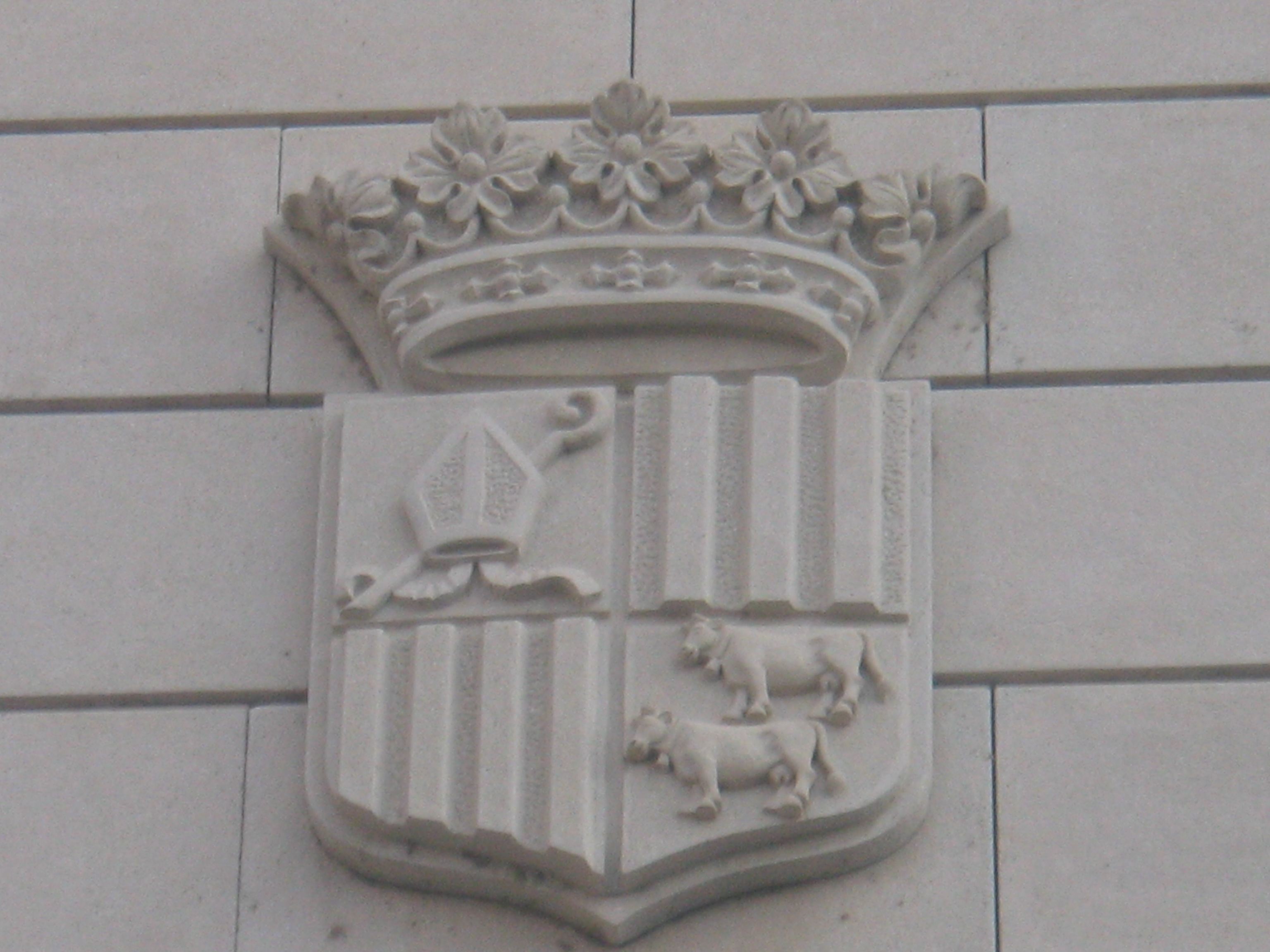
Escut d'Andorra a la façana del Palau Episcopal de la Seu d'Urgell

Amb l'abolició del feudalisme (1811-37) l'Església d'Urgell perdé la jurisdicció i els drets senyorials exercits en diversos indrets i poblacions del bisbat, llevat de les Valls d'Andorra, d'on els bisbes de la Seu urgellesa són prínceps o caps d'estat, títol i atribucions que comparteixen amb el president de la República francesa. La constitució de 1993, de la qual el copríncep episcopal ha estat pioner i un impulsor constant, ha proclamat Andorra Estat independent, de dret, democràtic i social.
Durant el pontificat del bisbe Guardiola (1827-1851), adherit a la causa carlina i exiliat per aquest motiu (1835-48), el govern espanyol havia maldat per la supressió del bisbat, descartada poc després pel concordat de 1851; alhora, s'ingerí descaradament en els afers del principat d'Andorra. Corresponen també a aquesta època (1835) les primeres lleis d'exclaustració, que esdevé general i desamortitzadora a partir de 1837 i que motivà el tancament, entre d'altres, de les cases religioses següents: benets de Gerri, premostratencs de Bellpuig de les Avellanes, trinitaris de Balaguer i Bellvís, frares menors conventuals de Balaguer, dominicans de la Seu, Puigcerdà, Balaguer i Tremp, mercedaris d'Agramunt, agustinians de Sanaüja, carmelites de Balaguer i Salgar, caputxins de Tremp... El bisbe successor, Caixal (1853-1879), tot i l'existència d'un concordat que, entre altres coses, intentava regularitzar la vida religiosa, es trobà amb l'execució del reial decret de desamortització general dels antics béns de l'Església (1855-56) que, en un bisbat bàsicament rural i agrícola com el d'Urgell, tan durament hauria d'afectar el finançament de la seva acció pastoral. Malgrat això i els reiterats bandejaments que hagué de suportar, agosarat i sense cap altra col·laboració que la dels seus diocesans, emprengué el bastiment d'un nou i modern seminari (1860), que s'estrenaria en 1886. L'any 1853 havia creat el Butlletí oficial eclesiàstic, quan només nou bisbats d'Espanya en tenien.
Tres instituts religiosos han tingut el bressol al bisbat: les Germanes de la Sagrada Família d'Urgell (la Seu d'Urgell 1859), els Fills de la Sagrada Família (Tremp 1864) i les Germanes del Sant Àngel Custodi (Puigcerdà 1887). Com a família religiosa més antiga, encara present al bisbat, cal citar les monges Clarisses de Balaguer, segle xiv. A partir de mitjan segle xix hi augmentà, a la diòcesi, la presència de congregacions amb tasques educatives i assistencials.

#### Elseglexx
La persecució religiosa de 1936 costà la vida a 107 membres del presbiteri diocesà i a un bon nombre de religiosos i altres fidels, i comportà la destrossa d'una part molt important del patrimoni religioso-cultural del bisbat. Algunes d'aquelles persones han estat beatificades per l'Església i, d'altres, se n'ha iniciat el procés canònic corresponent. El germà de La Salle, Jaume Hilari, fill d'Enviny, ha estat, en l'àmbit de tot l'Estat, el primer màrtir canonitzat (1999) dels que reberen la palma martirial en aquella conflagració.
El museu diocesà d'Urgell, creat en 1957 i notablement millorat en 1988 constitueix una antologia d'objectes religiosos de tots els estils, des del segle x al xviii. Altrament, el fons documental i bibliogràfic de la catedral (uns 6000 pergamins, 152 còdexs, 105 incunables...) i del bisbat, conjuntament amb el més antic de les parròquies, està aplegat a la Casa del bisbat (1977).

## Publicacions
L'anuari Urgellia, òrgan d'expressió de la Societat Cultural Urgel·litana (1977), té cura de l'edició del fons documental de l'arxiu capitular i de la publicació d'articles especialitzats sobre la història del bisbat; i la revista Església d'Urgell (1972) ofereix orientacions, documentació, estudis i informació d'interès diocesà, amb el clar objectiu de mantenir en nivell alt els sentiments de pertinença diocesana de les persones i de les comunitats.

## Bisbes d'Urgell
Josep-Lluís Serrano Pentinat és l'actual bisbe d'Urgell i copríncep d'Andorra, nomenat el maig de 2025 en substitució de Joan Enric Vives.

## Arxiprestats

Mapa dels arxiprestats

El bisbat d'Urgell està dividit en 8 arxiprestats:
- Núria-Cerdanya
- Alt Urgell
- Valls d'Andorra
- Urgell Mitjà
- Noguera
- Pallars Jussà
- Pallars Sobirà
- Val d'Aran